# The More We Get Together

The More We Get Together', désormais considérée aujourd'hui comme une chanson populaire pour enfants de langue anglaise, d'origine américaine et britannique., a été initialement écrit par Irving King comme l'hymne de l' Ancien Ordre des Souffleurs de Mousse, pour être chanté sur un vieil air viennois, O du lieber Augustin. Des partitions de la chanson à boire et un enregistrement gramophone ont été publiés dans les années 1920. Plus tard, il est apparu comme une chanson de cow-boy dans la série de films Columbia Pictures, cette fois sous le titre The More We Get Together, dans Challenge of the Range (1949) et dans The Rough, Tough West (1952).

## Paroles

### Original
Oh, the more we are together,
Together, together,
Oh, the more we are together,
The merrier we'll be.
For your friends are my friends

And my friends are your friends.

So the more we are together,

The merrier we'll be.

### Plus tard
The more we get together,
Together, together,

The more we get together,

The happier we'll be.

For your friends are my friends

And my friends are your friends.

The more we get together,

The happier we'll be.